# Ali Ahmed Salem
Ali Ahmed Salem, född 30 mars 1973, är en qatarisk bågskytt. Han deltog vid olympiska sommarspelen 2008.